# 船山葵
船山 葵（ふなやま あおい、11月30日 - ）は、兵庫県出身の美容ライター。身長153cm。

## 来歴
大学卒業後、IT会社の営業職に就く。これまで化粧品を1万種以上、試している。日本化粧品検定などの民間資格を取得。
美容家と称しているが、美容師免許は取得していない。

## 出演
- 光文社「CLASSY.」6月号「働く女子が本気でお試し!この夏注目のコスメ&アイテムリスト」コメント[8]
- PEACH JOHNカタログ、コメント[8]
- エスティローダー「ダブルウェア」HP、コメント[9]
- 牛乳石鹸90周年記念「赤箱女子」インタビュー[2]
- SHE株式会社「なりたい自分になる方法」インタビュー[4]
- リクルート「フロムエー」インタビュー[10]
- サイバーエージェント運営マッチングアプリ「タップルラボ」バレンタイン向けモテメイク取材[3]